# Доліба Микола Михайлович
Микола Михайлович Доліб́а (19. 12. 1959, с. Яблунів Гусятинського району Тернопільської області) - фізіолог, доктор біологічних наук,  професор  Пенсильванского університету

## Біографія
Микола Доліба  народився 19 грудня 1959 року в сім’ї вчительки Ганни Іванівни і зоотехніка Доліби Михайла Івановича  у с.Яблунів Гусятинського району, Тернопільської області. Навчаючись в Яблунвській загальноосвітній школі зацікавився предметами ботаніки та біології.
Згодом Миколі вдалося вступити у дворічну заочну фізико-математичну школу при  Львівському національному університеті імені Івана Франка. Закінчивши її на відмінно, він одержав запрошення для подальшого навчання на механіко-математичний факультет даного вузу.  Яблунівську загальноосвітню середню школу Доліба Микола Михайлович закінчив з золотою медаллю.
У 1977 році, склавши успішно вступні іспити, Микола стає студентом біологічного факультету Львівського національного університету ім. Івана Франка по спеціальності фізіологія людини і тварини. Вже з I курсу Микола почав займатися в науковому гуртку кафедри, проводив досліди з використанням препаратів, їх дію на організм білих щурів та морських свинок. Саме ці тваринні організми мають близькі до людського фізіологічні властивості. Тому вплив різних реагентів на органи цих тварин дає можливість зрозуміти, якими способами можна лікувати їх захворювання. Студент і зацікавився такими дослідами.
У 1982році Микола закінчує Львівський національний університет ім.Івана Франка на диплом з відзнакою, одержує направлення в аспірантуру.

## Наукова діяльність
В 1986році Микола Доліба захищає дисертацію на здобуття вченої ступені кандидата біологічних наук на тему: «Холінергічна регуляція транспорту іонів кальцію, окислювального і субстрактногофосфорилювання в мітохондріях печінки і підшлункової залози»
Досліджувався механізм дії сщетилхоліну на енергетичний обмін в секреторних клітинах і їх мітохондріях. Одержані результати використовувалися для розробки корекцій патологічних станів, які виникають в травних залозах.
Через рік Микола Михайлович повертається на Україну, вступає в докторантуру. Він читає лекції на біологічному факультеті, відповідає за наукову роботу.
У 1993році Доліба Микола Михайлович подає автореферат на тему : «Холінергічна регуляція енергетичного обміну в міокарді і травних залозах», успішно його захищає і одержує науковий ступінь – доктор біологічних наук. Результати досліджень були впроваджені в учбовий процес, використовувалися в наукових дослідженнях Львівського університету, Інституту біології та хімії ім.О.В. Паладіна.
Все це є результатами наполегливої праці вченого. Після захисту дисертації йому пропонують посаду декана зооветеринарного інституту і одночасно – працювати науковим співробітником  Пенсильванского університету.
Але Микола Михайлович прагне досліджувати все нове і нове у тваринних і людських організмах, тому разом з сім’єю вирушає в США. Працюючи закордоном на сучасному обладнанні, він здійснює велику кількість досліджень, які стають надбанням не тільки держави, де він перебуває, але й інших країн, в тому числі України.
З 1994 року Микола Михайлович Доліба – професор  Пенсильванского університету, директор відділу, що займається питанням лікування цукрового діабету. Основні зусилля спрямовані на розробку нових методів лікування цукрового діабету, зокрема пошук і тестування нових антидіабетичних препаратів. Бере участь у проекті з пересадки острівків підшлункової залози хворим на цукровий діабет, досліджує метаболічні зміни вB – клітинах підшлункової залози за умов пошкодження АТФ-чутливих калієвих каналів плазматичної мембрани, що призводить до гіпоглікемії. В 2001 році одержав нагороду від Американської Діабетичної Асоціації. та член управи Української Вільної Академії Наук Америки, член Міжнародного біофізичного товариства, Американської діабетичної асоціації та Міжнародної асоціації «Ядерний магнітний резонанс в медицині». З 2005 року президент доброчинного фонду «Товариство Прихильників Львівського Університету» в США, метою якого є фінансова підтримка наукових проектів в Україні.